# Campeonato Italiano de Futebol de 2019–20 – Segunda Divisão
A Segunda Divisão do Campeonato Italiano de Futebol de 2019–20, também conhecida como Serie B de 2019–20 e por motivos de patrocínio como Serie BKT, é a 88ª edição da Serie B, o campeonato de clubes profissionais da segunda divisão do futebol italiano. O certame é organizado pela Lega Nazionale Professionisti B (LNPB), também conhecida como Lega B. A temporada começou em 23 de agosto de 2019 e inicialmente se encerraria em 14 de maio de 2020, porém foi paralisada em 3 de abril em decorrência da pandemia de coronavírus que atingiu o país.
A grande novidade para esta temporada está no número de participantes, que após dezesseis anos, voltará a ter vinte equipes na disputa.

## Regulamento
A Serie B é disputada por 20 clubes em pontos corridos de dois turnos. Em cada turno, todos os times jogam entre si uma única vez. Os jogos do segundo turno serão realizados na mesma ordem do primeiro, apenas com o mando de campo invertido. Ao término da temporada regular (turno e returno), as duas primeiras equipes na classificação serão diretamente promovidas à divisão de elite de 2020–21, por outro lado, as três equipes com a pior campanha serão automaticamente rebaixadas para a Serie C do próximo ano. Além disto, ao final da fase regular, as equipes classificadas da 3ª até a 8ª posição disputam uma série de play-offs (repescagem) com partidas de ida e volta para decidir quem fica com a 3ª vaga na Serie A; enquanto isso, a décima sexta e a décima sétima se enfrentarão em um play-out (repescagem) com partidas de ida e volta para decidir qual será a quarta equipe a ser rebaixada.
Resumindo
| Posição | Situação                                              |
| ------- | ----------------------------------------------------- |
| 1–2     | Promovidos para a Serie A de 2020–21                  |
| 3–8     | Repescagem pela última vaga para a Serie A de 2020–21 |
| 9–15    | Garantidos na Serie B de 2020–21                      |
| 16–17   | Repescagem pela permanência na Serie B de 2020–21     |
| 18–20   | Rebaixados para a Serie C de 2020–21                  |

### Critérios de desempate
Caso haja empate de pontos entre dois clubes, os critérios de desempates serão aplicados na seguinte ordem:
1. Pontos no confronto direto
2. Saldo de gols no confronto direto
3. Saldo de gols
4. Gols marcados
5. Sorteio

## Participantes
Vinte equipes estão participando do campeonato – as doze equipes que permaneceram da temporada anterior, cinco promovidas da 2018–19 e as três equipes rebaixadas da Serie A de 2018–19. As cinco promovidas foram o Virtus Entella (campeão do Grupo A), voltando à liga após um ano de ausência, Pordenone (campeão do Grupo B), estreante na competição, Juve Stabia (campeão do Grupo C), retornando após cinco temporadas de ausência, Pisa (vencedor da repescagem) e Trapani (vencedor da repescagem), ambos voltando à liga após dois anos de ausência. Entre os rebaixados temos o Empoli, rebaixado após onze temporadas na elite do futebol italiano, Frosinone e Chievo, ambos rebaixados após uma temporada no topo.
Antes do início da temporada, em 4 de julho de 2019 o Palermo teve seu registro negado no torneio por conta de irregularidades financeiras. A exclusão do clube foi confirmada e ratificada em 12 de julho do mesmo ano, com isso, o Venezia, rebaixado para a terceira divisão depois de perder a repescagem, acabou sendo readmitido no lugar do Rosanero.

### Informações dos clubes
| Equipe         | Cidade                  | Estádio (mando)                    | Capac. | Em 2018–19 | Títulos              | Ref.                 |
| -------------- | ----------------------- | ---------------------------------- | ------ | ---------- | -------------------- | -------------------- |
| Ascoli         | Ascoli Piceno           | Cino e Lillo Del Duca              | 20 500 | 13º (B)    | 2 (1977–78, 1985–86) | [ 13 ] [ 14 ] [ 15 ] |
| Benevento      | Benevento               | Ciro Vigorito                      | 16 867 | 3º (B)     | 0 (nenhum)           | [ 15 ] [ 16 ] [ 17 ] |
| Chievo         | Verona                  | Marcantonio Bentegodi              | 31 713 | (A)        | 1 (2007–08)          | [ 10 ] [ 18 ] [ 19 ] |
| Cittadella     | Cittadella              | Pier Cesare Tombolato              | 07 623 | 7º (B)     | 0 (nenhum)           | [ 15 ] [ 20 ] [ 21 ] |
| Cosenza        | Cosença                 | Gigi Marulla – San Vito            | 24 209 | 10º (B)    | 0 (nenhum)           | [ 15 ] [ 22 ] [ 23 ] |
| Cremonese      | Cremona                 | Giovanni Zini                      | 16 003 | 9º (B)     | 0 (nenhum)           | [ 15 ] [ 24 ] [ 25 ] |
| Crotone        | Crotone                 | Ezio Scida                         | 16 640 | 12º (B)    | 0 (nenhum)           | [ 15 ] [ 26 ] [ 27 ] |
| Empoli         | Empoli                  | Carlo Castellani                   | 16 800 | (A)        | 2 (2004–05, 2017–18) | [ 10 ] [ 28 ] [ 29 ] |
| Frosinone      | Frosinone               | Benito Stirpe                      | 16 125 | (A)        | 0 (nenhum)           | [ 10 ] [ 30 ] [ 31 ] |
| Juve Stabia    | Castellammare di Stabia | Romeo Menti                        | 13 000 | (C)        | 0 (nenhum)           | [ 10 ] [ 32 ] [ 33 ] |
| Livorno        | Livorno                 | Armando Picchi                     | 19 238 | 14º (B)    | 2 (1932–33, 1936–37) | [ 15 ] [ 34 ] [ 35 ] |
| Perugia        | Perúgia                 | Renato Curi                        | 23 625 | 8º (B)     | 1 (1974–75)          | [ 15 ] [ 36 ] [ 37 ] |
| Pescara        | Pescara                 | Adriatico – Giovanni Cornacchia    | 20 476 | 4º (B)     | 2 (1986–87, 2011–12) | [ 15 ] [ 38 ] [ 39 ] |
| Pisa           | Pisa                    | Arena Garibaldi – Romeo Anconetani | 08 600 | (C)        | 2 (1984–85, 1986–87) | [ 10 ] [ 40 ] [ 41 ] |
| Pordenone      | Pordenone               | Dacia Arena (Údine)                | 25 132 | (C)        | 0 (nenhum)           | [ 10 ] [ 42 ] [ 43 ] |
| Salernitana    | Salerno                 | Arechi                             | 26 500 | 16º (B)    | 1 (1997–98)          | [ 15 ] [ 44 ] [ 45 ] |
| Spezia         | La Spezia               | Alberto Picco                      | 10 336 | 6º (B)     | 0 (nenhum)           | [ 15 ] [ 46 ] [ 47 ] |
| Trapani        | Trapani                 | Polisportivo Provinciale (Érice)   | 07 630 | (C)        | 0 (nenhum)           | [ 10 ] [ 48 ] [ 49 ] |
| Venezia        | Veneza                  | Pier Luigi Penzo                   | 07 426 | 15º (B)    | 2 (1960–61, 1965–66) | [ 15 ] [ 50 ] [ 51 ] |
| Virtus Entella | Chiavari                | Comunale Aldo Gastaldi             | 05 535 | (C)        | 0 (nenhum)           | [ 10 ] [ 52 ] [ 53 ] |

### Número de equipes por região
Esta temporada da Serie BKT, haverá um pouco de cada canto da Itália, desde o Pordenone de Friuli até o Trapani da Sicília. Serão 12 regiões participantes, com uma distribuição geográfica quase perfeita representada por sete equipes no norte e do centro e seis no sul do país.
| Nº de equipes | Região             | Equipes                              |
| ------------- | ------------------ | ------------------------------------ |
| 3             | Campânia           | Benevento, Juve Stabia e Salernitana |
| 3             | Toscana            | Empoli, Livorno e Pisa               |
| 3             | Vêneto             | Chievo, Cittadella e Venezia         |
| 2             | Calábria           | Cosenza e Crotone                    |
| 2             | Ligúria            | Spezia e Virtus Entella              |
| 1             | Abruzos            | Pescara                              |
| 1             | Friul-Veneza Júlia | Pordenone                            |
| 1             | Lácio              | Frosinone                            |
| 1             | Lombardia          | Cremonese                            |
| 1             | Marcas             | Ascoli                               |
| 1             | Sicília            | Trapani                              |
| 1             | Úmbria             | Perugia                              |

### Equipes técnicas, capitães, equipamentos e patrocínios
| Clube          | Presidente                     | Treinador                    | Capitão              | Equipamentos   | Patrocínios                                               |
| -------------- | ------------------------------ | ---------------------------- | -------------------- | -------------- | --------------------------------------------------------- |
| Ascoli         | Giuliano Tosti                 | Davide Dionigi               | Riccardo Brosco      | Nike           | Fainplast, Moretti Design, Air Fire, Green Network Energy |
| Benevento      | Oreste Vigorito                | Filippo Inzaghi              | Christian Maggio     | Kappa          | IVPC, Rillo Costruzioni                                   |
| Chievo         | Luca Campedelli                | Alfredo Aglietti             | Boštjan Cesar        | Givova         | Paluani, Coati, Avelia, Nobis                             |
| Cittadella     | Andrea Gabrielli               | Roberto Venturato            | Iori                 | Mizuno         | Sirmax, Gabrielli, Metalservice, Gavinox                  |
| Cosenza        | Eugenio Guarascio              | Roberto Occhiuzzi (interino) | Angelo Corsi         | Legea          | 4.0, Gruppo Chiappetta                                    |
| Cremonese      | Paolo Rossi                    | Pierpaolo Bisoli             | Claiton              | Acerbis        | Arinox, Acciaieria Arvedi, Argenta Active                 |
| Crotone        | Gianni Vrenna                  | Giovanni Stroppa             | Alex Cordaz          | Zeus           | San Vincenzo, Envì Group, Vumbaca Group Ford              |
| Empoli         | Fabrizio Corsi                 | Pasquale Marino              | Domenico Maietta     | Kappa          | Computer Gross, Sammontana, Giletti                       |
| Frosinone      | Maurizio Stirpe                | Alessandro Nesta             | Mirko Gori           | Zeus           | Banca Popolare del Frusinate, Acea                        |
| Juve Stabia    | Francesco Manniello            | Fabio Caserta                | Alessandro Mastalli  | Givova         | Spada Roma, AutoShopping                                  |
| Livorno        | Aldo Spinelli                  | Antonio Filippini            | Andrea Luci          | Legea          | Gruppo Spinelli, Pediatrica                               |
| Perugia        | Massimiliano Santopadre        | Serse Cosmi                  | Aleandro Rosi        | Frankie Garage | Piccini, Vitakraft, Fortinfissi                           |
| Pescara        | Daniele Sebastiani             | Andrea Sottil                | Vincenzo Fiorillo    | Erreà          | SarniOro, Lublan, Liofilchem                              |
| Pisa           | Giuseppe Corrado               | Luca D'Angelo                | Davide Moscardelli   | Adidas         | HTS, Vitali                                               |
| Pordenone      | Mauro Lovisa                   | Attilio Tesser               | Mirko Stefani        | Joma           | Omega Group, Assiteca, Alea                               |
| Salernitana    | Marco Mezzaroma Claudio Lotito | Gian Piero Ventura           | Francesco Di Tacchio | Zeus           |                                                           |
| Spezia         | Andrea Corradino               | Vincenzo Italiano            | Claudio Terzi        | Acerbis        | CA Carispezia                                             |
| Trapani        | Giorgio Heller                 | Fabrizio Castori             | Luca Pagliarulo      | Joma           | Liberty Lines, Tonno Auriga                               |
| Venezia        | Joe Tacopina                   | Alessio Dionisi              | Marco Modolo         | Nike           |                                                           |
| Virtus Entella | Antonio Gozzi                  | Roberto Boscaglia            | Luca Nizzetto        | Adidas         | Duferco Energia, Kia Gecar                                |

### Trocas de técnicos
| Equipe      | Técnico demitido    | Motivo da demissão        | Dia em que saiu         | Pos           | Técnico substituto           | Dia em que assumiu o cargo |
| ----------- | ------------------- | ------------------------- | ----------------------- | ------------- | ---------------------------- | -------------------------- |
| Perugia     | Alessandro Nesta    | Contratado pelo Frosinone | 21 de maio de 2019      | Pré-temporada | Massimo Oddo                 | 7 de junho de 2019         |
| Pescara     | Giuseppe Pillon     | Resignado                 | 26 de maio de 2019      | Pré-temporada | Luciano Zauri                | 5 de junho de 2019         |
| Spezia      | Pasquale Marino     | Consenso mútuo            | 30 de maio de 2019      | Pré-temporada | Vincenzo Italiano            | 19 de junho de 2019        |
| Chievo      | Domenico Di Carlo   | Contratado pelo Vicenza   | 1 de junho de 2019      | Pré-temporada | Michele Marcolini            | 4 de julho de 2019         |
| Frosinone   | Marco Baroni        | Consenso mútuo            | 2 de junho de 2019      | Pré-temporada | Alessandro Nesta             | 17 de junho de 2019        |
| Ascoli      | Vincenzo Vivarini   | Demitido                  | 5 June 2019             | Pré-temporada | Paolo Zanetti                | 7 June 2019                |
| Empoli      | Aurelio Andreazzoli | Contratado pelo Genoa     | 13 de junho de 2019     | Pré-temporada | Cristian Bucchi              | 18 de junho de 2019        |
| Benevento   | Cristian Bucchi     | Contratado pelo Empoli    | 18 de junho de 2019     | Pré-temporada | Filippo Inzaghi              | 22 de junho de 2019        |
| Trapani     | Vincenzo Italiano   | Contratado pelo Spezia    | 19 de junho de 2019     | Pré-temporada | Francesco Baldini            | 11 de julho de 2019        |
| Salernitana | Leonardo Menichini  | Demitido                  | 30 de junho de 2019     | Pré-temporada | Giampiero Ventura            | 30 de junho de 2019        |
| Venezia     | Serse Cosmi         | Final de contrato         | 30 de junho de 2019     | Pré-temporada | Alessio Dionisi              | 3 de julho de 2019         |
| Cremonese   | Massimo Rastelli    | Demitido                  | 8 de outubro de 2019    | 12°           | Marco Baroni                 | 8 de outubro de 2019       |
| Empoli      | Cristian Bucchi     | Demitido                  | 12 de novembro de 2019  | 10°           | Roberto Muzzi                | 14 de novembro de 2019     |
| Livorno     | Roberto Breda       | Demitido                  | 9 de dezembro de 2019   | 20°           | Paolo Tramezzani             | 10 de dezembro de 2019     |
| Trapani     | Francesco Baldini   | Demitido                  | 17 de dezembro de 2019  | 19°           | Fabrizio Castori             | 19 de dezembro de 2019     |
| Perugia     | Massimo Oddo        | Demitido                  | 4 de janeiro de 2020    | 13°           | Serse Cosmi                  | 4 de janeiro de 2020       |
| Cremonese   | Marco Baroni        | Demitido                  | 8 de janeiro de 2020    | 17°           | Massimo Rastelli             | 8 de janeiro de 2020       |
| Pescara     | Luciano Zauri       | Resignado                 | 20 de janeiro de 2020   | 10°           | Nicola Legrottaglie          | 21 de janeiro de 2020      |
| Empoli      | Roberto Muzzi       | Demitido                  | 26 de janeiro de 2020   | 16°           | Pasquale Marino              | 26 de janeiro de 2020      |
| Ascoli      | Paolo Zanetti       | Demitido                  | 27 de janeiro de 2020   | 12°           | Guillermo Abascal (interino) | 27 de janeiro de 2020      |
| Ascoli      | Guillermo Abascal   | Remanejado                | 1 de fevereiro de 2020  | 13°           | Roberto Stellone             | 1 de fevereiro de 2020     |
| Livorno     | Paolo Tramezzani    | Demitido                  | 3 de fevereiro de 2020  | 20°           | Roberto Breda                | 3 de fevereiro de 2020     |
| Cosenza     | Piero Braglia       | Demitido                  | 10 de fevereiro de 2020 | 18°           | Giuseppe Pillon              | 11 de fevereiro de 2020    |
| Chievo      | Michele Marcolini   | Demitido                  | 1 de março de 2020      | 7°            | Alfredo Aglietti             | 11 de fevereiro de 2020    |
| Cremonese   | Massimo Rastelli    | Demitido                  | 4 de março de 2020      | 17°           | Pierpaolo Bisoli             | 5 de março de 2020         |
| Livorno     | Roberto Breda       | Demitido                  | 8 de março de 2020      | 20°           | Antonio Filippini            | 8 de março de 2020         |
| Cosenza     | Giuseppe Pillon     | Consenso mútuo            | 18 de março de 2020     | 18°           | Roberto Occhiuzzi (interino) | 18 de março de 2020        |
| Ascoli      | Roberto Stellone    | Demitido                  | 16 de abril de 2020     | 15°           | Guillermo Abascal            | 16 de abril de 2020        |
| Ascoli      | Guillermo Abascal   | Demitido                  | 22 de junho de 2020     | 17°           | Davide Dionigi               | 24 de junho de 2020        |
| Pescara     | Nicola Legrottaglie | Demitido                  | 5 de julho de 2020      | 14°           | Andrea Sottil                | 7 de julho de 2020         |

## Classificação
| Pos. | Equipes        | Pts. | J  | V  | E  | D  | GP | GC | SG  | Classificação ou Rebaixamento               |
| ---- | -------------- | ---- | -- | -- | -- | -- | -- | -- | --- | ------------------------------------------- |
| 1    | Benevento      | 86   | 38 | 26 | 8  | 4  | 67 | 27 | 40  | Promovidos à Serie A de 2020–21             |
| 2    | Crotone        | 68   | 38 | 20 | 8  | 10 | 63 | 40 | 23  | Promovidos à Serie A de 2020–21             |
| 3    | Spezia         | 61   | 38 | 17 | 10 | 11 | 54 | 40 | 14  | Repescagem pelo acesso à Serie A de 2020–21 |
| 4    | Pordenone      | 58   | 38 | 16 | 10 | 12 | 48 | 46 | 2   | Repescagem pelo acesso à Serie A de 2020–21 |
| 5    | Cittadella     | 58   | 38 | 17 | 7  | 14 | 49 | 49 | 0   | Repescagem pelo acesso à Serie A de 2020–21 |
| 6    | ChievoVerona   | 56   | 38 | 14 | 14 | 10 | 48 | 38 | 10  | Repescagem pelo acesso à Serie A de 2020–21 |
| 7    | Empoli         | 54   | 38 | 14 | 12 | 12 | 47 | 48 | −1  | Repescagem pelo acesso à Serie A de 2020–21 |
| 8    | Frosinone      | 54   | 38 | 14 | 12 | 12 | 41 | 38 | 3   | Repescagem pelo acesso à Serie A de 2020–21 |
| 9    | Pisa           | 54   | 38 | 14 | 12 | 12 | 49 | 45 | 4   |                                             |
| 10   | Salernitana    | 52   | 38 | 14 | 10 | 14 | 53 | 50 | 3   |                                             |
| 11   | Venezia        | 50   | 38 | 12 | 14 | 12 | 37 | 40 | −3  |                                             |
| 12   | Cremonese      | 49   | 38 | 12 | 13 | 13 | 42 | 43 | −1  |                                             |
| 13   | Virtus Entella | 48   | 38 | 12 | 12 | 14 | 46 | 50 | −4  |                                             |
| 14   | Ascoli         | 46   | 38 | 13 | 7  | 18 | 50 | 58 | −8  |                                             |
| 15   | Cosenza        | 46   | 38 | 12 | 10 | 16 | 50 | 49 | 1   |                                             |
| 16   | Perugia        | 45   | 38 | 12 | 9  | 17 | 38 | 49 | −11 | Repescagem pela permanência                 |
| 17   | Pescara        | 45   | 38 | 12 | 9  | 17 | 48 | 55 | −7  | Repescagem pela permanência                 |
| 18   | Trapani        | 44   | 38 | 11 | 13 | 14 | 48 | 60 | −12 | Rebaixados à Serie C de 2020–21             |
| 19   | Juve Stabia    | 41   | 38 | 11 | 8  | 19 | 47 | 63 | −16 | Rebaixados à Serie C de 2020–21             |
| 20   | Livorno        | 21   | 38 | 5  | 6  | 27 | 30 | 67 | −37 | Rebaixados à Serie C de 2020–21             |

| Fonte: - Lega Serie B (em italiano) - Soccerway (em português) - Goal (em português) |  | Regras de classificação: 1. Pontos; 2. Pontos no confronto direto; 3. Saldo de gols no confronto direto; 4. Saldo de gols; 5. Gols marcados; 6. Sorteio. Nota: O Trapani perdeu dois pontos por decisão do TFN. |

## Resultados
| Mandante \ Visitante | ASC | BEN | CHI | CIT | COS | CRE | CRO | EMP | FRO | JUV | LIV | PER | PES | PIS | POR | SAL | SPE | TRA | VEN | ENT |
| -------------------- | --- | --- | --- | --- | --- | --- | --- | --- | --- | --- | --- | --- | --- | --- | --- | --- | --- | --- | --- | --- |
| Ascoli               | —   | 2–4 | 1–1 | 1–0 | 3–2 | 1–3 | 1–1 | 1–0 | 0–1 | 2–2 | 2–0 | 0–1 | 0–2 | 1–0 | 2–2 | 3–2 | 3–0 | 3–1 | 1–1 | 2–1 |
| Benevento            | 4–0 | —   | 0–1 | 4–1 | 1–0 | 2–0 | 2–0 | 2–0 | 1–0 | 1–0 | 3–1 | 1–0 | 4–0 | 1–1 | 2–1 | 1–1 | 3–1 | 5–0 | 1–1 | 1–1 |
| Chievo               | 2–0 | 1–2 | —   | 4–1 | 2–0 | 1–0 | 2–1 | 1–1 | 2–0 | 2–3 | 0–1 | 2–0 | 1–0 | 2–2 | 1–1 | 2–0 | 1–3 | 1–1 | 0–1 | 2–1 |
| Cittadella           | 1–2 | 1–2 | 1–1 | —   | 1–3 | 0–0 | 1–3 | 1–2 | 0–0 | 3–0 | 1–0 | 2–0 | 2–1 | 1–1 | 0–2 | 4–3 | 0–3 | 2–0 | 1–0 | 1–3 |
| Cosenza              | 0–1 | 0–1 | 1–1 | 1–2 | —   | 2–0 | 0–1 | 1–0 | 0–2 | 3–1 | 1–1 | 2–1 | 1–2 | 2–1 | 1–2 | 0–1 | 1–1 | 2–2 | 1–1 | 2–1 |
| Cremonese            | 1–0 | 0–1 | 1–0 | 0–2 | 0–2 | —   | 2–1 | 2–3 | 1–1 | 1–1 | 0–0 | 2–1 | 1–0 | 3–4 | 2–2 | 1–0 | 0–0 | 5–0 | 0–0 | 0–1 |
| Crotone              | 3–1 | 3–0 | 1–1 | 1–1 | 0–0 | 1–0 | —   | 0–0 | 1–0 | 2–0 | 2–1 | 2–3 | 4–1 | 1–0 | 1–0 | 1–1 | 1–2 | 3–0 | 3–2 | 3–1 |
| Empoli               | 2–1 | 0–0 | 1–1 | 1–0 | 1–5 | 1–1 | 3–1 | —   | 2–0 | 2–1 | 1–1 | 3–0 | 1–2 | 2–1 | 0–1 | 1–1 | 1–1 | 1–1 | 1–1 | 2–4 |
| Frosinone            | 2–1 | 2–3 | 2–0 | 0–2 | 1–1 | 0–2 | 1–2 | 4–0 | —   | 2–2 | 1–0 | 1–0 | 2–0 | 1–1 | 2–2 | 1–0 | 2–1 | 3–0 | 1–1 | 1–0 |
| Juve Stabia          | 1–5 | 1–1 | 3–2 | 0–1 | 1–0 | 1–2 | 3–2 | 1–0 | 0–2 | —   | 2–3 | 1–2 | 2–1 | 0–2 | 4–2 | 2–0 | 3–1 | 2–2 | 2–0 | 1–1 |
| Livorno              | 0–3 | 0–2 | 3–4 | 0–2 | 0–3 | 1–2 | 1–5 | 0–2 | 2–2 | 2–1 | —   | 0–1 | 0–2 | 1–0 | 2–1 | 2–3 | 0–1 | 1–2 | 0–2 | 4–4 |
| Perugia              | 1–1 | 1–2 | 2–1 | 0–2 | 2–2 | 0–0 | 0–0 | 0–1 | 3–1 | 0–0 | 1–0 | —   | 3–1 | 1–0 | 1–2 | 1–0 | 0–3 | 1–2 | 0–1 | 2–0 |
| Pescara              | 2–1 | 4–0 | 0–0 | 1–2 | 2–1 | 1–1 | 0–3 | 1–1 | 1–1 | 3–1 | 1–0 | 2–2 | —   | 3–0 | 4–2 | 1–2 | 1–2 | 1–1 | 2–2 | 1–1 |
| Pisa                 | 1–0 | 0–0 | 1–1 | 2–0 | 1–3 | 4–1 | 1–1 | 2–3 | 0–0 | 1–1 | 1–0 | 1–0 | 2–1 | —   | 2–0 | 2–1 | 3–2 | 3–2 | 1–2 | 0–2 |
| Pordenone            | 2–1 | 1–1 | 0–1 | 0–0 | 1–2 | 1–0 | 1–0 | 2–0 | 3–0 | 2–1 | 2–2 | 3–0 | 0–2 | 1–0 | —   | 1–1 | 1–0 | 2–1 | 0–0 | 2–0 |
| Salernitana          | 1–1 | 0–2 | 1–1 | 4–1 | 2–1 | 3–3 | 3–2 | 2–4 | 1–1 | 2–1 | 1–0 | 1–1 | 3–1 | 1–1 | 4–0 | —   | 1–2 | 1–0 | 2–0 | 2–1 |
| Spezia               | 3–1 | 0–1 | 0–0 | 1–1 | 5–1 | 3–2 | 1–2 | 1–0 | 2–0 | 2–0 | 2–0 | 2–2 | 2–0 | 1–2 | 1–0 | 2–1 | —   | 2–4 | 0–1 | 0–0 |
| Trapani              | 3–1 | 2–0 | 1–0 | 0–3 | 2–2 | 0–0 | 2–0 | 2–2 | 0–0 | 1–2 | 2–1 | 2–2 | 1–0 | 1–3 | 3–0 | 0–1 | 1–1 | —   | 0–1 | 4–1 |
| Venezia              | 2–1 | 0–2 | 0–2 | 1–2 | 1–1 | 1–2 | 1–3 | 0–2 | 0–1 | 1–0 | 1–0 | 3–1 | 1–1 | 1–1 | 1–2 | 1–0 | 0–0 | 1–1 | —   | 2–2 |
| Virtus Entella       | 3–0 | 0–4 | 1–1 | 2–3 | 1–0 | 1–1 | 1–2 | 2–0 | 1–0 | 2–0 | 1–0 | 0–2 | 2–0 | 1–1 | 1–1 | 1–0 | 0–0 | 1–1 | 0–2 | —   |

## Repescagem do acesso
O terceiro e ultimo lugar a ser promovido à Serie A será decidido através dos playoffs – estruturado por meio de rodadas de preliminares, semifinais e final. Disputam os play-offs as equipes que ficaram da terceira até a oitava posição na classificação: o sexto e sétimo disputam uma vaga, e o vencedor jogará contra o terceiro colocado; o quinto joga contra o oitavo, e o vencedor jogará contra o quarto colocado da classificação. Duas equipes classificam e finalmente disputam a promoção na final. Os jogos das semifinais e finais são realizadas em dois jogos, ida e volta, enquanto as rodadas preliminares são realizadas apenas em um jogo único no campo do melhor colocado na temporada regular. Mas caso, no final das 38 rodadas do torneio, o terceiro colocado tiver 15 ou mais pontos de vantagem sobre o quarto, não será necessária a realização de playoffs com o terceiro colocado sendo automaticamente classificado à Serie A.

### Tabelão
|  | Preliminares | Preliminares     | Preliminares |  |  | Semifinais | Semifinais | Semifinais | Semifinais | Semifinais |  |  | Finais | Finais    | Finais | Finais | Finais |
|  |              |                  |              |  |  |            |            |            |            |            |  |  |        |           |        |        |        |
|  |              |                  |              |  |  | 8          | Frosinone  | 0          | 2          | 2          |  |  |        |           |        |        |        |
|  | 5            | Cittadella       | 2            |  |  | 4          | Pordenone  | 1          | 0          | 1          |  |  |        |           |        |        |        |
|  | 8            | Frosinone (pro.) | 3            |  |  |            |            |            |            |            |  |  | 8      | Frosinone | 0      | 1      | 1      |
|  |              |                  |              |  |  |            |            |            |            |            |  |  | 3      | Spezia    | 1      | 0      | 1      |
|  |              |                  |              |  |  | 6          | Chievo     | 2          | 1          | 3          |  |  |        |           |        |        |        |
|  | 6            | Chievo (pro.)    | 1            |  |  | 3          | Spezia     | 0          | 3          | 3          |  |  |        |           |        |        |        |
|  | 7            | Empoli           | 1            |  |  |            |            |            |            |            |  |  |        |           |        |        |        |

### Preliminares

#### Jogos únicos
| 4 de agosto de 2020 | Chievo                    | 1 – 1 (pro.) | Empoli                      | Verona                                                  |  |
| 21:00 CEST (UTC+2)  | Ceter 95' · Garritano 97' | Relatório    | 40' Henderson · 110' Tutino | Estádio: Marcantonio Bentegodi Árbitro: Davide Ghersini |  |

| 5 de agosto de 2020 | Cittadella                                                                                        | 2 – 3 (pro.) | Frosinone                                                                 | Cittadella                                           |  |
| 21:00 CEST (UTC+2)  | Branca 37' · Diaw 5' (pen.), 45+1' · Frare 53' · Benedetti 74' · Paleari 108' · Camigliano 120+1' | Relatório    | 45+4' Salvi · 50' Brighenti · 51', 116' Dionisi · 79' Haas · 120+1' Ciano | Estádio: Pier Cesare Tombolato Árbitro: Simone Sozza |  |

### Semifinais

#### Jogos de ida
| 8 de agosto de 2020 | Chievo                                           | 2 – 0     | Spezia                                          | Verona                                               |  |
| 21:00 CEST (UTC+2)  | Đorđević 2' · Segre 9' · Rigione 21' · Obi 90+1' | Relatório | 15' Bartolomei 47' Salva 78' Ragusa 82' Vignali | Estádio: Marcantonio Bentegodi Árbitro: Riccardo Ros |  |

| 9 de agosto de 2020 | Frosinone | 0 – 1     | Pordenone     | Frosinone                                    |  |
| 21:00 CEST (UTC+2)  |           | Relatório | Tremolada 82' | Estádio: Benito Stirpe Árbitro: Luca Massimi |  |

#### Jogos de volta
| 11 de agosto de 2020 | Spezia                                         | 3 – 1 (3–3 agr.) | Chievo                                            | La Spezia                                          |  |
| 21:00 CEST (UTC+2)   | - Galabinov 2' - Maggiore 18', 50' - Nzola 53' | Relatório        | - Dickmann 9' - Segre 59' - Leverbe 90'+3' (pen.) | Estádio: Alberto Picco Árbitro: Eugenio Abbattista |  |

| 12 de agosto de 2020 | Pordenone | 0 – 2 (1–2 agr.) | Frosinone                   | Trieste                                    |  |
| 21:00 CEST (UTC+2)   |           |                  | - Ciano 7' - Novakovich 15' | Estádio: Nereo Rocco Árbitro: Manuel Volpi |  |

### Final
| 16 de agosto de 2020 | Frosinone                       | 0 – 1     | Spezia                      | Frosinone                                          |  |
| 21:00 CEST (UTC+2)   | - Dionisi 23' - Novakovich] 83' | Relatório | - Gyasi 21' 73' - Terzi 33' | Estádio: Benito Stirpe Árbitro: Francesco Fourneau |  |

| 20 de agosto de 2020 | Spezia                                 | 0 – 1 (1–1 agr.) | Frosinone                                   | La Spezia                                       |  |
| 21:00 CEST (UTC+2)   | - Maggiore 52' - Nzola 61' - Terzi 81' | Relatório        | - Rohdén 61' - Maiello 80' - Paganini 90+6' | Estádio: Alberto Picco Árbitro: Gianluca Sacchi |  |

1–1 no placar agregado. O Spezia Calcio conseguiu o acesso por ter tido uma campanha melhor na fase de classificação.

## Repescagem do rebaixamento
A repescagem pela permanência é disputada entre os times que ficaram entre a posição 16ª e 17ª na classificação.
| Equipe 1 | Total       | Equipe 2 | 1.º jogo | 2.º jogo   |
| -------- | ----------- | -------- | -------- | ---------- |
| Pescara  | 3–3 (4–2 p) | Perugia  | 2–1      | 1–2 (pro.) |

| 10 de agosto de 2020 | Pescara                                           | 2 – 1     | Perugia                                   | Pescara                                                           |  |
| 21:00 CEST (UTC+2)   | - Galano 58' - Maniero 68' (pen.) - Busellato 84' | Relatório | - Gyömbér 21' - Kouan 40' - Mazzocchi 59' | Estádio: Adriatico – Giovanni Cornacchia Árbitro: Livio Marinelli |  |

| 14 de agosto de 2020                         | Perugia                                                                            | 2 – 1 (3–3 agr.) (2–4 pen.)                              | Pescara                                                                            | Perugia                                          |  |
| 21:00 CEST (UTC+2)                           | - Kouan 18' 29' - Gyömbér 23' - Melchiorri 40' 45+3' - Mazzocchi 41' - Carraro 74' |                                                          | - Pucciarelli 15' - Memushaj 45' - Maniero 62' - Clemenza 111' - Scognamiglio 118' | Estádio: Renato Curi Árbitro: Gianluca Aureliano |  |
|                                              |                                                                                    | Penalidades                                              |                                                                                    |                                                  |  |
| - Mazzocchi - Buonaiuto - Iemmello - Carraro |                                                                                    | - Busellato - Galano - Melegoni - Memushaj - Masciangelo |                                                                                    |                                                  |  |

## Estatísticas da temporada
| Gols | Jogador           | Clube       |
| ---- | ----------------- | ----------- |
| 20   | Simy              | Crotone     |
| 19   | Pietro Iemmello   | Perugia     |
| 17   | Francesco Forte   | Juve Stabia |
| 17   | Stefano Pettinari | Trapani     |
| 15   | Davide Diaw       | Cittadella  |
| 15   | Michele Marconi   | Pisa        |
| 14   | Cristian Galano   | Pescara     |
| 13   | Leonardo Mancuso  | Empoli      |
| 13   | Marco Sau         | Benevento   |

| Assist. | Jogador          | Clube          |
| ------- | ---------------- | -------------- |
| 13      | Giacomo Calò     | Juve Stabia    |
| 11      | Paolo Bartolomei | Spezia         |
| 9       | Ledian Memushaj  | Pescara        |
| 8       | Oliver Kragl     | Benevento      |
| 7       | Nikola Ninković  | Ascoli         |
| 7       | Tiago Casasola   | Cosenza        |
| 7       | Salvatore Molina | Crotone        |
| 6       | Jure Balkovec    | Empoli         |
| 6       | Gaetano Letizia  | Benevento      |
| 6       | Gaetano Masucci  | Pisa           |
| 6       | Marco Sala       | Virtus Entella |

## Premiação
| Campeonato Italiano de 2019–20 Série B |
| -------------------------------------- |
| Benevento Calcio Campeão (1º título)   |